# Chambre de commerce internationale de la république démocratique du Congo
Pour un article plus général, voir Chambre de commerce.
La Chambre de commerce internationale de la république démocratique du Congo (CCI-RDC) est une organisation privée qui représente les intérêts des entreprises congolaises et internationales opérant en république démocratique du Congo (RDC). Elle est affiliée à la chambre de commerce internationale (CCI) basée à Paris, une organisation mondiale qui promeut le commerce international, l'investissement et la coopération entre les entreprises.

## Historique
La CCI-RDC a été créée dans le cadre d'une initiative visant à renforcer l'intégration du secteur privé congolais dans l'économie mondiale. Elle joue un rôle crucial dans l'accompagnement des entreprises locales et étrangères en leur fournissant des services et des conseils sur les meilleures pratiques commerciales, les réglementations locales et internationales, ainsi que les opportunités d'affaires en RDC.
Depuis sa création, la CCI-RDC s’efforce de promouvoir un environnement favorable aux affaires en collaborant étroitement avec le gouvernement congolais, les organisations non gouvernementales et d’autres parties prenantes.

## Mission et objectifs
La mission principale de la CCI-RDC est de soutenir et de promouvoir les activités commerciales et économiques en république démocratique du Congo en fournissant, :
1. Plaidoyer : Défendre les intérêts des entreprises auprès des autorités publiques pour améliorer le climat des affaires.
2. Formation et information : Offrir des formations, des conférences et des ateliers sur des sujets liés au commerce international et à la gestion d’entreprise.
3. Facilitation des échanges : Créer des opportunités pour les entreprises locales et internationales de collaborer et d’investir en RDC.
4. Assistance juridique et technique : Conseiller les entreprises sur les réglementations locales et internationales.

## Activités principales
La CCI-RDC organise diverses activités et initiatives, notamment :
- Des forums économiques pour attirer les investisseurs étrangers et promouvoir les opportunités d'affaires en RDC[5],[6].
- Des séminaires et ateliers sur des thématiques telles que la conformité réglementaire, la fiscalité et la durabilité[7].
- Des programmes de mise en réseau pour relier les entreprises congolaises aux investisseurs et partenaires étrangers.
- Des initiatives visant à encourager la responsabilité sociale des entreprises et les pratiques commerciales durables.

## Gouvernance
La CCI-RDC est dirigée par un conseil d'administration composé de représentants d'entreprises membres. Ce conseil supervise les activités de l'organisation et garantit que ses objectifs stratégiques sont atteints. Le secrétariat général, sous la direction d'un secrétaire général, est responsable de la gestion quotidienne,,,,.

## Affiliation internationale
En tant que membre de la Chambre de commerce internationale, la CCI-RDC bénéficie d’un réseau mondial d’entreprises, d’experts et de ressources pour aider ses membres à réussir dans un environnement économique mondialisé. Cette affiliation lui permet également de participer aux discussions mondiales sur des questions économiques et commerciales importantes,.

## Impact économique
La CCI-RDC joue un rôle clé dans le développement économique du pays en facilitant les investissements et en soutenant les initiatives visant à diversifier l'économie de la RDC. Elle contribue également à l'amélioration de la transparence et de la gouvernance dans le secteur privé,,,.